# 得梅因鎮區 (愛荷華州范布倫縣)
得蒙因鎮區（英語：Des Moines Township）是位於美國愛荷華州范布倫縣的一個行政鎮區。

## 地方資料
根據2010年美國人口普查的數據，得蒙因鎮區的面積為125.06平方千米，當中陸地面積為124.53平方千米，而水域面積為0.53平方千米。當地共有人口247人，而人口密度為每平方千米1.98人。